# Лысково (Брестская область)
Лысково (бел. Лыскава) — агрогородок в Пружанском районе Брестской области. Входит в состав Зеленевичского сельсовета. Население — 274 человека (2019). Находится в 43 км на северо-востоку от Пружан, 40 км от железнодорожной станции Волковыск на линии Барановичи — Свислочь.
Исторически Лысково было известно своим замком (от него не сохранилось архитектурных конструкций). Возле местного костела располагается могила Францишка Карпиньского.

## История
Первое же письменное упоминание о Лыскове содержится в «Литовской метрике» и датируется 1504 годом. В XVI веке поселение являлось великокняжеским владением и входило в Волковысский уезд Новогрудского воеводства.
В 1527 году воевода витебский Матфей Клочка основал в Лыскове костёл. После его смерти в 1543 году жена Екатерина отдала Лысково королеве Боне Сфорца. Во второй половине XVI века здесь существовал великокняжеский замок. С 1690 года поселение находилось во владении рода Быховцев, в это время здесь было 33 двора. В 1751 году предводитель волковысский Я. Быховец основал в Лыскове монастырь миссионеров и костёл Пресвятой Троицы (сооружен в 1763—1785 годах). При монастыре существовали школа, госпиталь и библиотека.
В результате третьего раздела Речи Посполитой Лысково оказалось в составе Российской империи, где стало центром волости Волковысского уезда Гродненской губернии.
По ревизии 1847 года «Лысковского еврейского общество» состояло из 232 душ. Согласно результатам переписи 1897 года здесь проживало 868 жителей (876, среди коих 658 еврев) и находилось 110 дворов, церковь, синагога, 2 мельницы, 21 магазин, 4 трактира, 3 ежегодные ярмарки. В начале XX века проживало 1150 жителей.
Согласно Рижскому мирному договору Лысково (пол. Łysków) оказалось в составе межвоенной Польской Республики, где стал центром гмины Волковысского уезда Белостокского воеводства. В 1921 году здесь насчитывалось 899 жителей.
В 1939 году Лысково вошло в состав БССР, где 12 октября 1940 стало центром сельсовета Ружанского района Брестской области, а 25 декабря 1962 — Пружанского района.
По состоянию на 1940 год в деревне проживало 1250 жителей на 290 дворов.
Во время Великой Отечественной войны в марте 1944 года гитлеровцами было сожжено 90 домов, убито 536 человек.
Население в 1972 году — 611 жителей на 201 двор, в 2003 году — 400 жителей на 200 дворов.
После упразднения Лысковского сельсовета 7 сентября 2006 года деревня Лысково была включена в состав Зеленевичского сельсовета.

## Инфраструктура
В Лыскове работают средняя школа, дошкольное учреждение, амбулатория, дом культуры, библиотека, кафе, баня, почта, аптека, отделение банка, 2 магазина, пункт бытового обслуживания, опорный пункт пожаротушения (мчс), ремонтно-механические мастерские и ветеринарный пункт лесничества.

## Транспорт
Автомобильные дороги Р98 «Обход территории национального парка „Беловежская пуща“» и Н521 Ружаны — Лысково — Добучин. До городка возможно добраться из Бреста и Гродно на прямом автобусе в такие дни как: понедельник, среда, пятница, воскресенье.

## Туристическая информация

### Достопримечательности
- Лысковский замок
- Костёл Пресвятой Троицы и монастырь миссионеров
- Кладбищенская часовня
- Могила Францишека Карпиньского
- Церковь Рождества Пресвятой Богородицы
- Братская могила (1941—1944)

### Утраченное наследие
- Великокняжеский замок XVI века
- Греко-католическая церковь Покрова Пресвятой Богородицы
- Костёл Пресвятого Святого Сердца (разобран ок. 1955-60 гг.)

Часть маршрута EuroVelo.

## Знаменитые уроженцы и жители
- Францишек Карпиньский
- Александр Николай Горанин
- Азеф, Евно Фишелевич
- Елена Лось
- Исраэль Шохат
- Элиэзер Шохат
- Игнатий Юлиан Цейзик